# Alle dagen Kerstmis
Alle dagen Kerstmis is een single van Will Tura. Het is afkomstig van zijn studioalbum Witte Kerstmis. Het is een van de meer dan vijfentwintig singles van Tura die de BRT Top 30 haalden. De muziek is van Jean Kluger op een tekst van Nelly Byl. In Nederland haalde hij veel minder hits. De Nederlandse Top 40 noteerde slechts 1 single (Hopeloos in 1981), de Single Top 100 en voorlopers slechts 4. Alle dagen Kerstmis voerde een ongelijke strijd met Slades Merry Xmas everybody.

## BelgischeBRT Top 30
| Hitnotering: 29-12-1973 t/m 25-1-1974 | Hitnotering: 29-12-1973 t/m 25-1-1974 | Hitnotering: 29-12-1973 t/m 25-1-1974 | Hitnotering: 29-12-1973 t/m 25-1-1974 | Hitnotering: 29-12-1973 t/m 25-1-1974 | Hitnotering: 29-12-1973 t/m 25-1-1974 |
| Week:                                 | 1                                     | 2                                     |                                       | 3                                     |                                       |
| ------------------------------------- | ------------------------------------- | ------------------------------------- | ------------------------------------- | ------------------------------------- | ------------------------------------- |
| Positie:                              | 25                                    | 28                                    | x                                     | 26                                    | uit                                   |